# 文化厚生会館事件
文化厚生会館事件（ぶんかこうせいかいかんじけん）は、部落解放同盟京都府連合会が、朝田善之助を委員長として同盟中央が認めた組織（朝田府連）と、三木一平を委員長として日本共産党が支援する組織（三木府連）に分裂したことに端を発し、1966年から1980年にかけて、京都市左京区の「部落問題の中央センター」である文化厚生会館（府連書記局が設置されていた）の帰属を巡り、部落解放同盟京都府連合会と部落問題研究所の間で争われた紛争。文厚事件と略される場合もある。

## 経緯

### 解放同盟京都府連の分裂
1960年代前半、部落解放同盟中央は、共産党系幹部主導による運動が進められてきた。部落解放同盟京都府連合会委員長であった朝田善之助は、「アメリカ帝国主義とそれに従属する日本独占資本」への対決に収斂しようとする共産党系の運動論を強く批判、自らの影響下にある京都市協議会名義で大会ごとに意見書を提出、本部批判の論陣を張った。
京都府連執行部内で多数派を形成していた三木一平副委員長、塚本景之書記長ら共産党グループは、朝田の批判を快く思わず、その排除に動き出したため、両者の対立が激化、朝田は、三木、塚本を田中支部から除名するも、府連執行委員会はこれを否決するなどの経緯を経て両者の決裂は決定的なものとなった。
1965年12月19日、三木らは中央本部からの中止勧告を無視する形で日本共産党の支持のもとに第13回府連大会の開催を強行し、三木を委員長とする府連体制（三木府連）を築き上げた。これに対して朝田善之助らは、1966年1月15日、部落解放同盟中央本部の指示によって独自に府連大会を開き、朝田を委員長とする別個の府連体制（以下「朝田府連」と呼ぶ）を構築、翌日解放同盟中央執行委員会は、朝田府連の大会が正規の京都府連大会であると認定した。

### 朝田による会館の接収
朝田らは早速、左京区内の文化厚生会館内に設置されていた府連書記局の明け渡しを要求したが、三木らはこれを拒否、物別れに終わる。
1966年1月20日、朝田府連が三木たちの抵抗を押して文化厚生会館を占拠。朝田は三木府連だけでなく、同様に文化厚生会館に事務局を置いており三木と関係の深かった部落問題研究所や全国同和教育研究協議会（全同教）にも、一時府連が会館を管理すると告げ、事務局員を退去させる挙に出た。研究所は直ちに朝田らに抗議、間もなく朝田と、研究所理事長奈良本辰也の間でトップ会談がなされ、研究所の会館復帰が決まった。

### 研究所による強制執行の申し立てとその余波
井上清、藤谷俊雄ら研究所の多数派を占めていた共産党系理事らは朝田・奈良本の間でなされた合意を覆し、1966年1月24日、部落問題研究所が、朝田による会館占拠を解くことを求める仮処分命令申請書を京都地方裁判所に提出し、認められる。
1966年1月28日以降、三回にわたり強制執行がおこなわれたが、朝田府連の抵抗によって中止となる。
この間、部落問題研究所事務局長の東上高志たちが朝田らを建造物侵入と威力業務妨害の容疑で告訴。しかし、部落問題研究所の有力理事たち（奈良本辰也・林屋辰三郎・原田伴彦など）はこの処置に反対し、井上らの慰留を拒否して理事を辞任、研究所を去った。
1966年2月22日、京都地方裁判所が強制執行停止を決定。研究所の目論んだ三木府連の会館復帰は頓挫した。

### 事態の膠着
1966年2月25日、部落問題研究所が京都地方裁判所に仮処分命令申請書を提出。1966年3月から同年6月にかけて8回の口頭弁論が開かれ、文化厚生会館の管理権をめぐって朝田府連と部落問題研究所が対立する。
研究所の主張
研究所は、会館の建設は研究所の事業として行われ、行政当局からの補助金も研究所が受給したことなど、会館完成までの一連の事業を研究所が主導した事実を挙げて研究所が管理権を持つと主張した。
府連の主張
府連側は、会館建設にあたり京都府・市をはじめとする行政当局からの補助金を受けるため、社団法人であった研究所を便宜的に前面に出したにすぎず、部落問題の総合センターとして会館が建設されたと主張、紛争勃発直前の会合で研究所・府連・全同教関係者を含めた「五人委員会」が発足していた事実を明らかにし、この委員会が管理権を持っており、研究所にはないと論じた。

#### 裁判の長期化
だが裁判所は会館の帰属を明らかに出来ず、和解勧告を経て、1967年4月、双方が和解を申請。しかし府連が文化厚生会館の占拠を続けたため、部落問題研究所が再審査を請求。これにより、1968年3月29日から再び公判がおこなわれる。だがこの公判でも決着はつかず、長く事態は膠着、会館は管理権がどこにあるのか確定しないまま、実態としては京都府連の管理下に置かれる時期が続くことになった。この間、1969年に全同教は会館に復帰した。また裁判においては、かつて研究所の有力理事だった奈良本や井上が、研究所の対応を批判する証言を行った。

### 行政当局の斡旋による決着
1977年、京都府ならびに京都市が、文化厚生会館を買い取るともに双方に対して新しい会館建設を斡旋する形によるこの問題を解決を提案。1980年10月、部落解放同盟京都府連合会と部落問題研究所がこの提案を容れることを決定。
こうして1980年11月、京都府ならびに京都市を含めた四者で覚書が交わされ、双方が訴訟全てを取り下げることで決着が付いた。
その後、文化厚生会館は1983年から障害者向け施設として運営されている。